# Билал ибн Рабах
Била́л ибн Раба́х аль-Хабаши́ (араб. بلال بن رباح الحبشي‎; 592, Аксумское царство — 640, Дамаск) — вольноотпущенник, один из первых и известных сподвижников пророка Мухаммеда, первый муэдзин. Известен также как Ибн Хамама.
Отождествляется с Билали Бунама (или Йон Бунама, Билали Кейта), основателем малийской императорской династии Кейта.

## Биография
Его отец, Рабах, был родом из Эфиопии. Мать звали — Хамамой. Билал был рабом одного из влиятельных мекканцев, которого звали Умайя ибн Халаф.
Билал одним из первых принял ислам и из-за этого его стали подвергать невыносимым пыткам. Хозяин Билала укладывал его на раскалённый песок и клал на его грудь тяжелый камень, но он стойко переносил все пытки и не отрёкся от ислама. Со временем он был выкуплен Абу Бакром ас-Сиддиком за огромную по тем временам цену. 
В 622 г. Билал вместе с другими мусульманами совершил хиджру в Медину.
Билал ибн Рабах принимал участие во всех крупных сражениях между мусульманами и многобожниками. В битве при Бадре (624), Билал столкнулся лицом к лицу со своим бывшим хозяином. Он сообщил об этом своим товарищам, которые и убили Умайю ибн Халафа вместе с его сыном.
После смерти пророка Мухаммада, Билал находился в Сирии и участвовал в войнах с византийцами. При взятии мусульманами Иерусалима, он встретил Праведного халифа Умара и вместе с ним вошел в город. Вместе с ними в Иерусалиме находились Абу Убайда ибн аль-Джаррах, Муаз ибн Джабаль, Амр ибн аль-Ас и другие сподвижники пророка.
К концу жизни Билал поселился в Сирии, где и умер в возрасте около 60 лет. Незадолго до смерти, он посетил Медину, где встретился с внуками пророка Мухаммада — Хасаном и Хусейном и с другими своими друзьями. Похоронен на кладбище Баб ас-Сагир г. Дамаска.
По одним данным у него не было детей, а по другим — он оставил после себя семь сыновей, один из которых считается основателем малийской династии Кейта.

## Азан
Билал ибн Рабах является первым муэдзином. Он обладал красивым голосом, за что пророк Мухаммед возложил на него обязанность призывать мусульман к молитве. Согласно преданию Билал прибавил к формуле утреннего азана слова: «ас-Салату хайрун мин ан-наум» (араб. الصلاة خير من النوم‎, молитва лучше сна), а когда пророк Мухаммед узнал об этом, то одобрил это. В день завоевания мусульманами Мекки, когда пророк Мухаммад вошел в Каабу и сокрушил всех находившихся там идолов, Билал взобрался на крышу Каабы и произнёс своим голосом азан. После смерти пророка Мухаммеда он всего дважды возвестил азан (при взятии мусульманами Иерусалима и при посещении могилы пророка Мухаммеда в Медине).

## В искусстве
В кинематографе:
фильм «Послание», 1977
- «Билал» (мультфильм, 2015)
- Сериал "Умар ибн Аль-Хаттаб " (2012 год